# Remo nos Jogos Pan-Americanos de 2011 - Skiff simples masculino
A competição do skiff simples masculino foi um dos eventos do remo nos Jogos Pan-Americanos de 2011. Foi disputada na Pista de Remo e Canoagem, em Ciudad Guzmán, nos dias 15 e 19 de outubro.

## Calendário
Horário local (UTC-6).
| Data          | Horário | Fase          |
| ------------- | ------- | ------------- |
| 15 de outubro | 11:00   | Eliminatórias |
| 15 de outubro | 16:50   | Repescagem    |
| 19 de outubro | 10:34   | Final B       |
| 19 de outubro | 10:42   | Final A       |

## Medalhistas
| Ouro   | CUB Ángel Fournier  |
| Prata  | MEX Patrick Loliger |
| Bronze | PUR Emilio Torres   |

## Resultados

### Eliminatórias
Bateria 1
| Pos. | Remador             | País               | Tempo   | Obs. |
| ---- | ------------------- | ------------------ | ------- | ---- |
| 1    | Ángel Fournier      | CUB Cuba           | 7:13.41 | FA   |
| 2    | Emilio Torres       | VEN Venezuela      | 7:20.46 | R    |
| 3    | Michael Braithwaite | CAN Canadá         | 7:26.04 | R    |
| 4    | Kenneth Jurkowski   | USA Estados Unidos | 7:28.27 | R    |
| 5    | Jhonatan Esquivel   | URU Uruguai        | 7:54.38 | R    |
| 6    | Rodrigo Ideus       | COL Colômbia       | 8:09.23 | R    |

Bateria 2
| Pos. | Remador                | País            | Tempo   | Obs. |
| ---- | ---------------------- | --------------- | ------- | ---- |
| 1    | Patrick Loliger        | MEX México      | 7:07.60 | FA   |
| 2    | Óscar Mauricio Vázquez | CHI Chile       | 7:17.35 | R    |
| 3    | Víctor Aspillaga       | PER Peru        | 7:30.30 | R    |
| 4    | Cristian Rosso         | ARG Argentina   | 7:36.93 | R    |
| 5    | Roberto Carlos López   | ESA El Salvador | 7:40.09 | R    |
| 6    | Reynaldo Sosa          | PAR Paraguai    | 7:51.40 | R    |

### Repescagem
Repescagem 1
| Pos. | Remador           | País          | Tempo   | Obs. |
| ---- | ----------------- | ------------- | ------- | ---- |
| 1    | Cristian Rosso    | ARG Argentina | 7:16.07 | FA   |
| 2    | Emilio Torres     | VEN Venezuela | 7:20.61 | FA   |
| 3    | Víctor Aspillaga  | PER Peru      | 7:29.91 | FB   |
| 4    | Jhonatan Esquivel | URU Uruguai   | 7:45.16 | FB   |
| 5    | Rodrigo Ideus     | COL Colômbia  | 7:51.95 | FB   |

Repescagem 2
| Pos. | Remador                | País               | Tempo   | Obs. |
| ---- | ---------------------- | ------------------ | ------- | ---- |
| 1    | Kenneth Jurkowski      | USA Estados Unidos | 7:20.52 | FA   |
| 2    | Óscar Mauricio Vázquez | CHI Chile          | 7:24.68 | FA   |
| 3    | Michael Braithwaite    | CAN Canadá         | 7:35.56 | FB   |
| 4    | Roberto Carlos López   | ESA El Salvador    | 7:36.57 | FB   |
| 5    | Reynaldo Sosa          | PAR Paraguai       | 7:40.59 | FB   |

### Final B
| Pos. | Remador              | País            | Tempo   | Obs. |
| ---- | -------------------- | --------------- | ------- | ---- |
| 7    | Michael Braithwaite  | CAN Canadá      | 7:13.45 |      |
| 8    | Víctor Aspillaga     | PER Peru        | 7:17.59 |      |
| 9    | Roberto Carlos López | ESA El Salvador | 7:21.01 |      |
| 10   | Jhonatan Esquivel    | URU Uruguai     | 7:25.48 |      |
| 11   | Rodrigo Ideus        | COL Colômbia    | 7:28.79 |      |
| 12   | Reynaldo Sosa        | PAR Paraguai    | 7:29.38 |      |

### Final A
| Pos.              | Remador                | País               | Tempo   | Obs. |
| ----------------- | ---------------------- | ------------------ | ------- | ---- |
| Medalha de ouro   | Ángel Fournier         | CUB Cuba           | 7:02.94 |      |
| Medalha de prata  | Patrick Loliger        | MEX México         | 7:05.28 |      |
| Medalha de bronze | Emilio Torres          | VEN Venezuela      | 7:07.03 |      |
| 4                 | Óscar Mauricio Vázquez | CHI Chile          | 7:09.33 |      |
| 5                 | Cristian Rosso         | ARG Argentina      | 7:15.91 |      |
| 6                 | Kenneth Jurkowski      | USA Estados Unidos | 7:20.55 |      |

### Remo
| S | Classificado(a) para as semifinais |    |                        | FA | Final A (disputa de medalhas) |  |  | FD | Final D (sem medalhas) |
| Q | Classificado(a) para as quartas    | FB | Final B (sem medalhas) | FE | Final E (sem medalhas)        |  |  |    |                        |
| R | Classificado(a) para a repescagem  | FC | Final C (sem medalhas) | FF | Final F (sem medalhas)        |  |  |    |                        |